# Оберпфрамерн
Оберпфрамерн (њем. Oberpframmern) општина је у њемачкој савезној држави Баварска. Једно је од 21 општинског средишта округа Еберсберг. Према процјени из 2010. у општини је живјело 2.181 становника. Посједује регионалну шифру (AGS) 9175131.

## Географски и демографски подаци
Оберпфрамерн се налази у савезној држави Баварска у округу Еберсберг. Општина се налази на надморској висини од 614 метара. Површина општине износи 18,5 km². У самом мјесту је, према процјени из 2010. године, живјело 2.181 становника. Просјечна густина становништва износи 118 становника/km².